# گاز شیل

48 structural basins with shale gas and oil, in 38 countries, per the US اداره اطلاعات انرژی آمریکا، ۲۰۱۱.

گاز شیل (انگلیسی: Shale gas) گازی است که در میان سنگهای سخت و ساختارهای شیل به صورت درگیر، محصور شده‌است و آزادسازی آن به استفاده از فناوری موسوم به شکست هیدرولیک نیاز دارد.
این گاز به صورت روزافزون در حال کسب اهمیت بیشتری در آمریکا به عنوان منبعی برای گاز طبیعی است.